# رقصة شرقية (رواية)
رقصة شرقية (طقوس ميلاد وغياب ابن الرفاعية المنتظر) رواية للكاتب المصري خالد البري. صدرت الرواية لأوّل مرة عام 2010 عن دار العين للنشر في القاهرة. ودخلت في القائمة النهائية «القصيرة» للجائزة العالمية للرواية العربية لعام 2011، المعروفة باسم «جائزة بوكر العربية».

## حول الرواية
يروي الكاتب «خالد البري» في هذه الرواية حكاية شاب مصري يتزوّج من بريطانية تكبره سنًا وينتقل إلى إنجلترا. من خلال الراوي، يطّلع القارئ على تفاصيل نضال مجتمع المهاجرين العرب المقيمين في المملكة المتحدة وخريطة علاقاتهم هناك.